# Ion Sandu
Ion Sandu (n. 2 septembrie 1889, Sâmbăta de Sus, Brașov, România – d. octombrie 1955, Sighetu Marmației, Maramureș, România) a fost un om politic român, care a îndeplinit funcția de subsecretar de Stat pe lângă Departamentul Culturii Naționale și al Cultelor pentru Culte și Arte (4 februarie 1941 - 23 august 1944) în guvernul Ion Antonescu (3).

## Decorații
- Ordinul „Coroana României” în gradul de Mare Ofițer (7 noiembrie 1941)[1]